# Ulf von Strauss
Ulf von Strauss, född 12 januari 1947, är svensk dokumentärfilmare och har bedrivit filmkritik och filmessäistik i bland annat Svenska Dagbladet, Film&TV, Chaplin och Sveriges Radio.
Alla Ulf von Strauss filmer har visats på SVT med undantag för Roid Rage, Väggen, Gunnar, och Hövding Seattles tal.

## Filmografi
- På spaning ... (1974). Filmen visas i sin helhet på SVT:s Öppet arkiv.
- Den amerikanska drömmen (1976)
- Människan och jorden (1983)
- Sent om hösten – en dag i Sverige (1987)

Dokumentärfilm, 75 minuter. Filmen skildrar poetiskt en fiktiv dag över hela landet.
- Vidöppen stad (1988)

Dokumentärfilm, 18 minuter, tillägnad Olof Palme. Filmen är en hyllning till Stockholm, och är en parafras på Arne Sucksdorffs film Människor i stad, som gjordes 40 år tidigare. Filmen premiärvisades på SVT.
- Vem mördade Patrik? (1994)
- Roid Rage (1994)

Dokumentärfilm, 25 minuter. Vad händer i huvudet på en som missbrukar anabola steroider? En människa som mördat berättar. Filmen premiärvisades på Filmcentrum.
- Jag lyfter mina ögon (1999)

Dokumentärfilm, 45 minuter. Filmen är i fem kapitel och utspelas under fem år. Den skildrar en människa som faller och reser sig igen och igen, och frågar om godhet finns. Filmen premiärvisades på SVT.
- Döden - en film om livet (2000)[2]
- Till Henning (2002)

Dokumentärfilm, 25 minuter. Filmen är ett vänporträtt av författaren Henning Mankell. Inspelad i Afrika 1998-2001. Filmen premiärvisades på SVT.
- Georg Klein (2003)
- Väggen (2007)

Dokumentärfilm, 20 minuter. Filmen skildrar hur Gunnar Asplunds höjbara och sänkbara västra vägg i Heliga Korsets kapell på världsarvet Skogskyrkogården väcktes till liv efter nästan 60 år. Filmen premiärvisades på Lilla filmfestivalen i Båstad.
- Gunnar (2008)

Dokumentärfilm, 57 minuter. I filmen talar Gunnar Wiman om skolan: om undervisning och organisation, om vetande och lärande, om vad skolan ska vara till för. Gunnar Wiman var Ulf von Strauss lärare i latin och litteratur, och blev hans vän och mentor.  Filmen premiärvisades på Folkets Bio Zita i Stockholm.
- Hövding Seattles tal (2008)

Dokumentärfilm, 10 minuter. I filmen Människan och jorden (se ovan) var hövding Seattles tal ett återkommande tema i fyra av filmens avsnitt. Tjugofem år senare lyfte Ulf von Strauss ut hövdingens tal och klippte samman det till en egen film .
- Skogskyrkogården (2008)
- Porträtt av en död - resan till Pentti Saarikoski (2009)

Dokumentärfilm, 56 minuter. Filmen är en berättelse om renässansmänniskan och språkgeniet Pentti Saarikoski, som brände sitt ljus i båda ändar och dog 1983, 46 år gammal, efter ett herkuliskt livsverk. I filmen medverkar Mia Berner, Kristina Lugn, Göran Greider och Claes Andersson. Filmen premiärvisades på SVT.
- Skogskyrkogården - skapelsen & skaparna (2011)

Dokumentärfilm, 56 minuter. Filmen berättar om hur världsarvet Skogskyrkogården kom till under mer än fyrtio år och om de båda geniala arkitekterna bakom mästerverket, Gunnar Asplund och Sigurd Lewerentz. Filmen premiärvisades på SVT, och har visats på SVT varje Allhelgonahelg sedan 2011.
- Djurgårdsfärjan 2 (2012)

Dokumentärfilm, 14 minuter. En lyrisk, impressionistisk skildring av en tur på Djurgårdsfärjan på dess evighetstur mellan Slussplan och Allmänna Gränd sedan 1897. Filmen är en parafras på Eric M Nilssons film Djurgårdsfärjan från 1963 och tillägnad honom. Filmen premiärvisades på SVT.
- Efter den tid som flytt (2014)

Dokumentärfilm, 56 minuter. Den bästa tiden, våra bästa år - när är det? I maj 1984 började Ulf von Strauss filma med äldsta dottern My och några av hennes kamrater på dagis. Tanken var att han skulle dyka upp med kameran då och då under skolgång och yrkesliv tills de var i hans egen ålder vid denna tid, mitt i livet. Kanske skulle de då ha barn i dagisåldern. Det skulle helt enkelt handla om tidens gång och språng. Det mest triviala, det mest gåtfullt ogripbara.
Nu har det gått trettio år. Några av dem har verkligen egna barn som är i den ålder de själva var när filminspelningarna startade. Ulf von Strauss konstaterar häpet att deras första halva av livet har varit hans andra. Han summerar förundrat: Alla dessa dagar, alla dessa ögonblick, som kom och gick, inte visste jag att det var livet.
Filmen premiärvisades på SVT.
- Färjesång (2015)

Dokumentärfilm, 55 minuter. Döden igen. En yster Totentanz. Regissören oroar sig för slutet och går till sin doktor. I filmen medverkar bland andra regissörens små barnbarn och 94-åriga granne, liksom filosofen och cancerprofessorn Georg Klein, kyrkogårdsarbetaren Bagarn Andersson, svensk medicins efterkrigsgigant, professorn Lars Werkö, professorn i praktisk filosofi Torbjörn Tännsjö, författaren Bengt Anderberg, läkaren, psykiatrikern, poeten, författaren, partiledaren, ministern och jazzpianisten Claes Andersson. Filmen premiärvisades på SVT sommaren 2015, och har visats varje Allhelgonahelg sedan 2016..
- Klippningen (2016)

Dokumentärfilm, 14 minuter. Maria Jansson är en mästerfrisör, lärare i yrket på en gymnasieskola i Tyresö kommun. Varannan månad reser hon till Åkersvängen, ett hem för utvecklingsstörda norr om Mariehamn på Åland, där hon växte upp. Hon reser för att klippa sin bror och hans kamrater på hemmet. Filmen skildrar ett sådant tillfälle. Filmen premiärvisades på biograferna Tellus i Midsommarkransen och Scala i Båstad. Filmen visades på SVT1 2020-01-05.
- Att ta ned månen (2023)

Dokumentärfilm, 15 minuter. Filmens undertitel är Det omöjliga; outsidern, antipoeten, mästaren Gunnar Ekelöf på en kvart. Filmen är en hyllning till Gunnar Ekelöf mot bakgrund av hans djupa beroende av antikens Grekland och Rom. Musik: Mozarts klarinettkonsert, adagio, med Boston Symphonie Orchestra med Benny Goodman på klarinett. Filmen premiärvisades på SVT Alla helgons dag 2024.